# Missionskyrkan, Åtorp
Åtorp missionskyrka är en kyrka i Åtorp, Degerfors kommun, som tillhör trossamfundet Equmeniakyrkan.